# Baldwin Hills (Los Angeles)

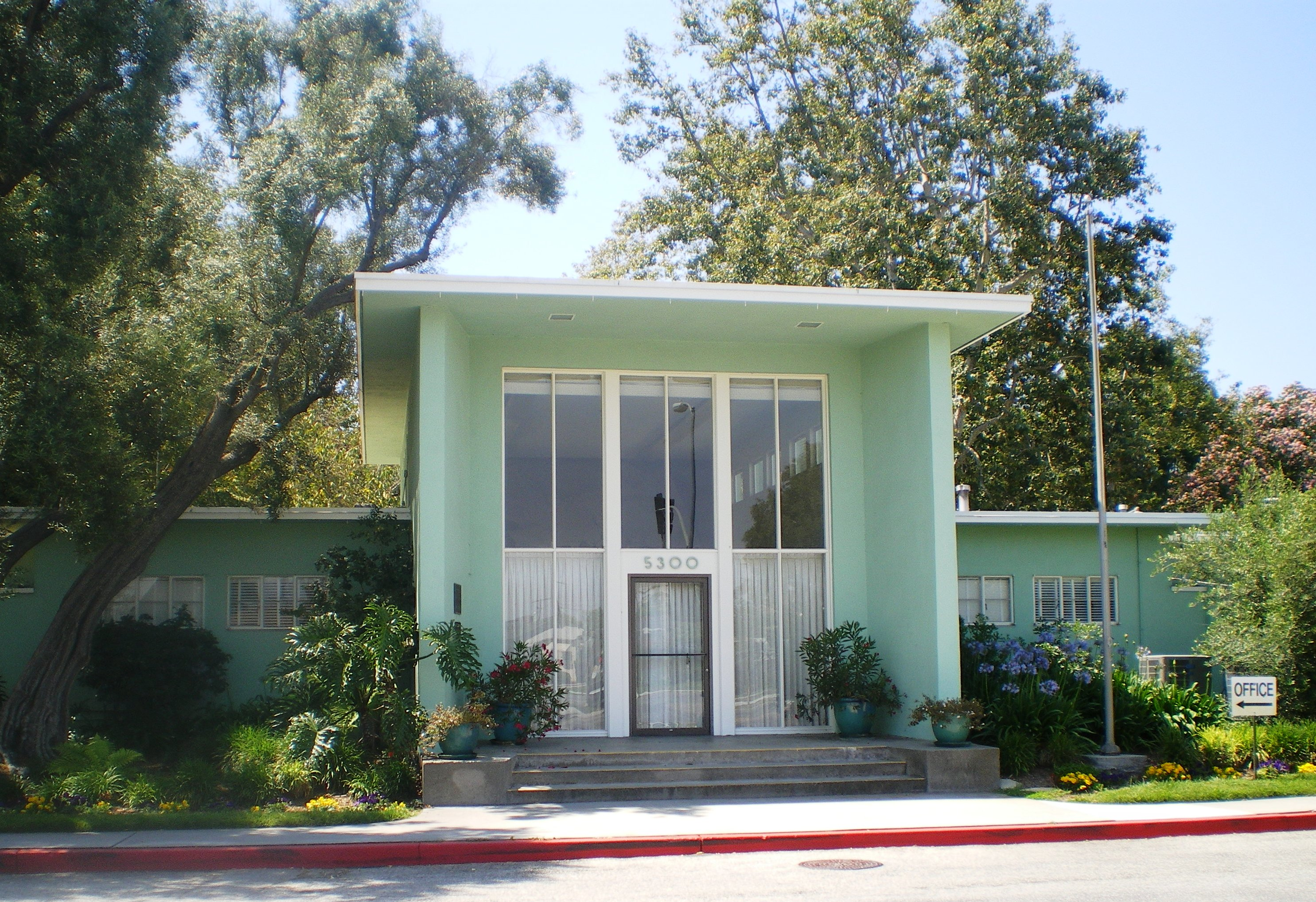
Kantoor van Village Green

Baldwin Hills is een buurt in de regio South Los Angeles van de Amerikaanse stad Los Angeles (Californië). De gemeenschap ligt in de gelijknamige lage bergketen Baldwin Hills, die boven de Los Angeles Basin en de vlaktes in het noorden uitsteekt. Het is een van de meest welvarende buurten in de VS met een Afro-Amerikaanse meerderheid.
Enkele gemeenschappen in Baldwin Hills zijn Baldwin Hills Estates, Baldwin Vista, Village Green en Baldwin Village, ook wel The Jungle genoemd. Village Green is een appartementencomplex dat, toen het in 1942 gebouwd werd, een van de meest ambitieuze geplande gemeenschappen van Los Angeles was. Het is erkend als National Historic Landmark.